# Thiotte
Thiotte (Haitianisch-Kreolisch Tyòt) ist eine Gemeinde im Département Sud-Est von Haiti. Sie liegt im Arrondissement Belle-Anse.

## Geschichte
Bevor Thiotte 1978 den Status einer eigenständigen Gemeinde erhielt, war es unter dem Namen Quartier Saint-Jean ein Gemeindebezirk von Grand-Gosier.

## Lage und Beschreibung
Das Gebiet der Gemeinde Thiotte hat nur einen kurzen Küstenstreifen und erstreckt sich von dort durch das Bergland bis zu der Grenze des Département Ouest im Norden.
Neben dem Zentrum Ville de Thiotte bestehen zwei ländliche Gemeindebezirke:
- Thiotte (Landbezirk) mit Anse-à-Cochons, Blecke, Boucicaut, Cageais, Ca Mulâtres, Coeur-de-Bois, Collasine, Corail, Dimbi, Germain, Grande-Anse, Lacroc, Louis-Jeune, Malpasse-Taureau, Nan Boni, Nan Casque, Nan Charlo, Nan Citerne, Nan Cochon, Nan Fourneau, Nan Mirliton, Nan Piti, Nan Portail, Nan Tangas, Savane-Trompette, Terre Chaude und Trou Roche
- Pot-de-Chambre mit Cécilio, Colin, Colombier, Colonie-Agricole-de-Savane-Zombi, Corail, Dupuy, Fond Coti, Gué, La Bonnétière, Liautaud, Mare Blanche, Nan Galette, Platon-Figuier, Querman, Royer, Savane Zombi, Terlongé und Ti Bois Pin

Die Routes Départementales RD-208, RD-41 und RD-102 treffen sich im Zentrum der Gemeinde. Über die RD-208 sind es westlich 33 Kilometer nach Belle-Anse, über die RD-102 nördlich 60 Kilometer zur Route Nationale RN-8 am Étang Saumâtre und über die RD-41 östlich 38 Kilometer nach Anse-à-Pitres und zum Grenzübergang Pedernales zur Dominikanischen Republik.
Der Anbau von Kaffee ist die wichtigste landwirtschaftliche Aktivität in der Gemeinde.